# La Meyze
La Meyze é uma comuna francesa na região administrativa da Nova Aquitânia, no departamento de Alto Vienne. Estende-se por uma área de 28,11 km². Em 2010 a comuna tinha 858 habitantes (densidade: 30,5 hab./km²).